# De Macar

Wapen van de familie de Macar

De Macar is een geslacht waarvan leden sinds 1839 tot de Nederlandse adel en sinds 1844 tot de Belgische adel behoren; alleen de Belgische tak leeft nog voort.

## Geschiedenis
De stamreeks begint met Henri Macar, wiens zoon Fastré tussen 1580 en 1605 wordt vermeld en wiens kleinzoon Balthazar (†1654) kapitein en burgemeester van Borgworm was.
Bij Koninklijk Besluit van 22 september 1839 werd Ferdinand de Macar (1785-1866) verheven in de Nederlandse adel met de titel van baron, overdraagbaar bij eerstgeboorte. In 1844 verkreeg hij dezelfde verheffing en titel in de Belgische adel. Zijn zoon Ferdinand (1830-1913) verkreeg in 1881 de overdraagbaarheid van de baronstitel op alle afstammelingen. Voor andere leden van de familie de Macar volgden nog erkenningen in de Belgische adel tot in 1889.

## Enkele telgen
- Pierre-François de Macar (1747-1827), raadgever van de prins-bisschop van Luik
  - Ferdinand de Macar (1785-1866), industrieel, gouverneur en senator.
    - Ferdinand de Macar (1830-1913), industrieel, burgemeester van Hermalle-sous-Huy, volksvertegenwoordiger en voorzitter van de Raad van Adel

  - Caroline de Macar (1793-1850), x Henri Dewandre (1790-1862), advocaat, lid van het Nationaal Congres en gemeenteraadslid van Luik